# Občina Slovenska Bistrica
Občina Slovenska Bistrica je jednou z 212 občin ve Slovinsku. Nachází se na severovýchodě státu v Podrávském regionu. Dělí se na 79 sídel, její celková rozloha je 260,1 km² a k 1. lednu 2017 zde žilo 25 468 obyvatel. Správním střediskem občiny je město Slovenska Bistrica.

## Geografie
Občina leží v historickém území Dolní Štýrsko, zároveň je jednou z 41 občin Podrávského regionu. Svou plochou patří k největším občinám ve Slovinsku.

## Samospráva
V letech 1994–2004 byl a od roku 2010 znovu je županem Dr. Ivan Žagar (*1962 Maribor).

## Členění občiny
Občinu tvoří 79 sídel: Bojtina, Brezje pri Slovenski Bistrici, Bukovec, Cezlak, Cigonca, Devina, Dolgi Vrh, Drumlažno, Črešnjevec, Farovec, Fošt, Frajhajm, Gabernik, Gaj, Gladomes, Hošnica, Ješovec, Jurišna vas, Kalše, Kebelj, Klopce, Kočno ob Ložnici, Kočno pri Polskavi, Korplje, Kostanjevec, Kot na Pohorju, Kovača vas, Križni Vrh, Laporje, Leskovec, Levič, Lokanja vas, Lukanja, Malo Tinje, Modrič, Nadgrad, Nova Gora nad Slovensko Bistrico, Ogljenšak, Ošelj, Planina pod Šumikom, Podgrad na Pohorju, Pokoše, Pragersko, Preloge, Prepuž, Pretrež, Razgor pri Žabljeku, Rep, Ritoznoj, Sele pri Polskavi, Sevec, Slovenska Bistrica, Smrečno, Spodnja Ložnica, Spodnja Nova vas, Spodnja Polskava, Spodnje Prebukovje, Stari Log, Šentovec, Tinjska Gora, Trnovec pri Slovenski Bistrici, Turiška vas na Pohorju, Urh, Veliko Tinje, Videž, Vinarje, Visole, Vrhloga, Vrhole pri Laporju, Vrhole pri Slovenskih Konjicah, Zgornja Bistrica, Zgornja Brežnica, Zgornja Ložnica, Zgornja Nova vas, Zgornja Polskava, Zgornje Prebukovje, Šmartno na Pohorju, Žabljek.

## Sousední občiny
Sousedními občinami jsou: Ruše na severu, Hoče-Slivnica na severovýchodě, Rače-Fram, Kidričevo a Majšperk na východě, Makole na jihovýchodě, Poljčane na jihu, Slovenske Konjice na jihozápadě, Oplotnica a Zreče na západě a Lovrenc na Pohorju na severozápadě.